# لیژر سیتی (فلوریدا)
لیژر سیتی (به انگلیسی: Leisure City) یک منطقهٔ مسکونی در ایالات متحده آمریکا است که در شهرستان میامی-دید، فلوریدا واقع شده‌است. لیژر سیتی ۸٫۸ کیلومتر مربع مساحت و ۲۲٬۱۵۲ نفر جمعیت دارد و ۲ متر بالاتر از سطح دریا واقع شده‌است.